# Lista odcinków serialu The Fosters
Poniżej znajduje się lista odcinków serialu telewizyjnego The Fosters – emitowanego przez amerykańską stację telewizyjną  ABC Family od 3 czerwca 2013 roku do 6 czerwca 2018 roku. Powstało 6 serii, które łącznie składają się z 104 odcinków. W Polsce serial jest emitowany od 27 września 2015 roku przez Canal+ Family
| Sezon | Sezon | Odcinki | Oryginalna emisja ABC Family | Oryginalna emisja ABC Family | Oryginalna emisja Canal+ Family | Oryginalna emisja Canal+ Family | Oryginalna emisja Canal+ Family |
| Sezon | Sezon | Odcinki | Premiera sezonu              | Finał sezonu                 | Premiera sezonu                 | Finał sezonu                    |                                 |
| ----- | ----- | ------- | ---------------------------- | ---------------------------- | ------------------------------- | ------------------------------- | ------------------------------- |
|       | 1     | 21      | 3 czerwca 2013               | 24 marca 2014                | 27 września 2015                | 14 lutego 2016                  |                                 |
|       | 2     | 21      | 16 czerwca 2014              | 23 marca 2015                | nieemitowany                    | nieemitowany                    |                                 |
|       | 3     | 20      | 8 czerwca 2015               | 28 marca 2016                | nieemitowany                    | nieemitowany                    |                                 |
|       | 4     | 20      | 20 czerwca 2016              | 11 kwietnia 2017             | nieemitowany                    | nieemitowany                    |                                 |
|       | 5     | 22      | 11 lipca 2017                | 6 czerwca 2018               | —                               | —                               |                                 |

## Seria 1 (2013-2014)
| Nr | #  | Tytuł                 | Reżyseria         | Scenariusz                                              | Premiera ABC Family | Premiera Canal+ Family | Oglądalność |
| --- | -- | --------------------- | ----------------- | ------------------------------------------------------- | ------------------- | ---------------------- | ----------- |
| 1 | 1  | Pilot                 | Timothy Busfield  | Bradley Bredeweg i Peter Paige                          | 3 czerwca 2013      | 27 września 2015       | 1,42        |
| Lena przygarnia do rodziny na kilka tygodni Callie, która ma problemy z adaptacją. Pomysł mieszkania z kolejnym dzieckiem nie podoba się z początku Stef, która tymczasem dowiaduje się, że ma pracować wspólnie ze swoim byłym partnerem i ojcem Brandona, Mikiem. Mariana spotyka się potajemnie ze swoją biologiczną matką i daje jej pieniądze. Callie kradnie telefon Brandona, by porozmawiać z młodszym bratem, Jude'em. Dziewczyna opowiada Brandonowi o tym, że ojciec ich bił i dlatego chce uratować brata. 16-latkowie postanawiają pojechać do ojca Callie po Jude'a, w związku z czym Brandon musi opuścić konkurs muzyczny, na który się przygotowywał. Stef dowiaduje się o wszystkim i wraz z Mikiem jedzie za synem. |    |                       |                   |                                                         |                     |                        |             |
| 2 | 2  | Consequently          | Timothy Busfield  | Bradley Bredeweg i Peter Paige                          | 10 czerwca 2013     | 4 października 2015    | 1,70        |
| 3 | 3  | Hostile Acts          | Melanie Mayron    | David Ehrman                                            | 17 czerwca 2013     | 11 października 2015   | 1,25        |
| 4 | 4  | Quinceañera           | Joanna Kerns      | Joanna Johnson                                          | 24 czerwca 2013     | 18 października 2015   | 1,89        |
| 5 | 5  | The Morning After     | Bethany Rooney    | Paul Sciarrotta                                         | 1 lipca 2013        | 25 października 2015   | bd.         |
| 6 | 6  | Saturday              | Norman Buckley    | Marissa Jo Cerar                                        | 8 lipca 2013        | 1 listopada 2015       | bd.         |
| 7 | 7  | The Fallout           | Jeff Melman       | Zoila Amelia Galeano                                    | 15 lipca 2013       | 8 listopada 2015       | bd.         |
| 8 | 8  | Clean                 | Millicent Shelton | David Ehrman i Paul Sciarrotta                          | 22 lipca 2013       | 15 listopada 2015      | bd.         |
| 9 | 9  | Vigil                 | David Paymer      | Joanna Johnson                                          | 29 lipca 2013       | 22 listopada 2015      | bd.         |
| 10 | 10 | I Do                  | James Hayman      | Bradley Bredeweg i Peter Paige                          | 5 sierpnia 2013     | 29 listopada 2015      | bd.         |
| 11 | 11 | The Honeymoon         | James Hayman      | Bradley Bredeweg i Peter Paige                          | 13 stycznia 2014    | 6 grudnia 2015         | bd.         |
| 12 | 12 | House and Home        | Martha Mitchell   | Joanna Johnson                                          | 20 stycznia 2014    | 13 grudnia 2015        | 2.14        |
| 13 | 13 | Things Unsaid         | Joanna Kerns      | Marissa Jo Cerar                                        | 27 stycznia 2014    | 20 grudnia 2015        | 1.88        |
| 14 | 14 | Family Day            | Elodie Keene      | Megan Lynn, Wade Solomon                                | 3 lutego 2014       | 27 grudnia 2015        | 1.80        |
| 15 | 15 | Padre                 | Millicent Shelton | Tamara P. Carter, Bradley Bredeweg, Peter Paige         | 10 lutego 2014      | 3 stycznia 2016        | 1.83        |
| 16 | 16 | Us Against The World  | Lee Rose          | Kelly Fullerton                                         | 17 lutego 2014      | 10 stycznia 2016       | 1.68        |
| 17 | 17 | Kids in the Hall      | Michael Grossman  | Megan Lynn, Wade Solomon                                | 24 lutego 2014      | 17 stycznia 2016       | 1,48        |
| 18 | 18 | Escapes and Reversals | Melanie Mayron    | Joanna Johnson, Thomas Higgins                          | 3 marca 2014        | 24 stycznia 2016       | 1.51        |
| 19 | 19 | Don't Let Go          | Zetna Fuentes     | Zoila Amelia Galeano, Kelly Fullerton, Marissa Jo Cerar | 10 marca 2014       | 31 stycznia 2016       | 1.21        |
| 20 | 20 | Metropolis            | Martha Mitchell   | Joanna Johnson                                          | 17 marca 2014       | 7 lutego 2016          | bd.         |
| 21 | 21 | Adoption Day          | Norman Buckley    | Bradley Bredeweg, Peter Paige                           | 24 marca 2014       | 14 lutego 2016         | bd.         |

## Seria 2 (2014-2015)
| Nr | #  | Tytuł                    | Reżyseria       | Scenariusz                                       | Premiera ABC Family | Oglądalność |
| -- | -- | ------------------------ | --------------- | ------------------------------------------------ | ------------------- | ----------- |
| 22 | 1  | Things Unknown           | Norman Buckley  | Bradley Bredeweg, Peter Paige                    | 16 czerwca 2014     | 1,46        |
| 23 | 2  | Take Me Out              | Elodie Keene    | Megan Lynn, Wade Solomon                         | 23 czerwca 2014     | 1.45        |
| 24 | 3  | Play                     | Martha Mitchell | Thomas Higgins                                   | 30 czerwca 2014     | 1,37        |
| 25 | 4  | Say Something            | Zetna Fuentes   | Kathleen McGhee-Anderson                         | 7 lipca 2014        | 1,42        |
| 26 | 5  | Truth Be Told            | Ron Lagomarsino | Kelly Fullerton                                  | 14 lipca 2014       | 1,61        |
| 27 | 6  | Mother                   | Lee Rose        | Joanna Johnson                                   | 21 lipca 2014       | 1,51        |
| 28 | 7  | The Longest Day          | Nzingha Stewart | Marissa Jo Cerar                                 | 28 lipca 2014       | 1,44        |
| 29 | 8  | Girls Reunited           | Daisy Mayer     | Bradley Bredeweg, Peter Paige, Joanna Johnson    | 4 sierpnia 2014     | 1,38        |
| 30 | 9  | Leaky Faucet             | Lee Rose        | Bradley Bredeweg, Peter Paige, Cristian Martinez | 11 sierpnia 2014    | 1,35        |
| 31 | 10 | Someone's Little Sister  | Norman Buckley  | Joanna Johnson                                   | 18 sierpnia 2014    | 1,48        |
| 32 | 11 | Christmas Past           | Norman Buckley  | Joanna Johnson                                   | 8 grudnia 2014      | 1.93        |
| 33 | 12 | Over Under               | Peter Paige     | Bradley Bredeweg, Peter Paige                    | 19 stycznia 2015    | 1.45        |
| 34 | 13 | Stay                     | Elodie Keene    | Marissa Jo Cerar                                 | 26 stycznia 2015    | 1,20        |
| 35 | 14 | Mother Nature            | Martha Mitchell | Thomas Higgins                                   | 2 lutego 2015       | 1.26        |
| 36 | 15 | Light of Day             | Ron Lagomarsino | Wade Solomon, Megan Lynn                         | 9 lutego 2015       | 1.24        |
| 37 | 16 | If Only You Knew         | Aprill Winney   | Kelly Fullerton                                  | 16 lutego 2015      | 1.28        |
| 38 | 17 | The Silence She Keeps    | Melanie Mayron  | Cristian Martinez, Dan Richter                   | 23 lutego 2015      | 1.25        |
| 39 | 18 | Now Hear This            | Rob Morrow      | Thomas Higgins                                   | 2 marca 2015        | 1.23        |
| 40 | 19 | Justify the Means        | Jay Karas       | Joanna Johnson                                   | 9 marca 2015        | 1,14        |
| 41 | 20 | Not That Kind Of Girl    | Lee Rose        | Bradley Bredeweg, Peter Paige, Kris Q. Rehl      | 16 marca 2015       | 1,31        |
| 42 | 21 | The End of the Beginning | Zetna Fuentes   | Joanna Johnson, Bradley Bredeweg, Peter Paige    | 23 marca 2015       | 1,45        |

## Seria 3 (2015-2016)
13 stycznia 2015 roku, stacja ABC Family zamówiła oficjalnie 3 sezon serialu. 	
| Nr | #  | Tytuł             | Reżyseria        | Scenariusz                                    | Premiera ABC Family | Oglądalność |
| -- | -- | ----------------- | ---------------- | --------------------------------------------- | ------------------- | ----------- |
| 43 | 1  | Wreckage          | Peter Paige      | Bradley Bredeweg, Peter Paige                 | 8 czerwca 2015      | 1.26        |
| 44 | 2  | Father's Day      | Aprill Winney    | Joanna Johnson                                | 15 czerwca 2015     | 0.97        |
| 45 | 3  | Déjà Vu           | Charlie Stratton | Thomas Higgins                                | 22 czerwca 2015     | 1,00        |
| 46 | 4  | More Than Words   | Daisy Mayer      | Marissa Jo Cerar                              | 29 czerwca 2015     | 1,18        |
| 47 | 5  | Going South       | Elodie Keene     | Michael MacLennan                             | 6 lipca 2015        | 1.30        |
| 48 | 6  | It's My Party     | Kees Van Oostrum | Megan Lynn, Wade Solomon                      | 13 lipca 2015       | 1.30        |
| 49 | 7  | Faith, Hope, Love | Jann Turner      | Cristian Martinez, Kris Q. Rehl               | 20 lipca 2015       | 1.33        |
| 50 | 8  | Daughters         | Chandra Wilson   | Elle Johnson                                  | 3 sierpnia 2015     | 1.23        |
| 51 | 9  | Idyllwild         | Joanna Johnson   | Joanna Johnson                                | 10 sierpnia 2015    | 1.06        |
| 52 | 10 | Lucky             | Peter Paige      | Bradley Bredeweg, Peter Paige                 | 17 sierpnia 2015    | 1.24        |
| 53 | 11 | First Impressions | Peter Paige      | Bradley Bredeweg, Peter Paige                 | 25 stycznia 2016    | 1.05        |
| 54 | 12 | Mixed Messages    | Rich Newey       | Thomas Higgins                                | 1 lutego 2016       | 0,79        |
| 55 | 13 | If And When       | Elodie Keene     | Anne Meredith                                 | 8 lutego 2016       | 0,84        |
| 56 | 14 | Under Water       | Ron Lagomarsino  | Joanna Johnson                                | 15 lutego 2016      | 0.81        |
| 57 | 15 | Minor Offenses    | Rob Morrow       | Michael MacLennan                             | 22 lutego 2016      | 0.79        |
| 58 | 16 | EQ                | Anne Renton      | Anne Meredith                                 | 29 lutego 2016      | 0,67        |
| 59 | 17 | Sixteen           | Elodie Keene     | Marissa Jo Cerar                              | 7 marca 2016        | 0,84        |
| 60 | 18 | Rehearsal         | Norman Buckley   | Megan Lynn, Wade Solomon                      | 14 marca 2016       | 0,73        |
| 61 | 19 | The Show          | Bradley Bredeweg | Joanna Johnson, Bradley Bredeweg, Peter Paige | 21 marca 2016       | 0,80        |
| 62 | 20 | Kingdom Come      |                  | Joanna Johnson                                | 28 marca 2016       | 0,78        |

## Seria 4 (2016-2017)
30 listopada 2015 roku, stacja ABC Family zamówiła oficjalnie 4 sezon serialu. 	
| Nr | #  | Tytuł                | Reżyseria            | Scenariusz                            | Premiera ABC Family | Premiera Canal+ Family | Oglądalność |
| -- | -- | -------------------- | -------------------- | ------------------------------------- | ------------------- | ---------------------- | ----------- |
| 63 | 1  | Potential Energy     | Rob Morrow           | Bradley Bredeweg, Peter Paige         | 20 czerwca 2016     | nieemitowany           | 0,91        |
| 64 | 2  | Safe                 | Rob Morrow           | Joanna Johnson                        | 27 czerwca 2016     | nieemitowany           | 1,05        |
| 65 | 3  | Trust                | Elodie Keene         | Anne Meredith                         | 11 lipca 2016       | nieemitowany           | 0.80        |
| 66 | 4  | Now for Then         | Silas Howard         | Constance M. Burge                    | 18 lipca 2016       | nieemitowany           | 0.82        |
| 67 | 5  | Forty                | Velvet Andrews Smith | Megan Lynn, Wade Solomon              | 25 lipca 2016       | nieemitowany           | 0.84        |
| 68 | 6  | Justify              | Kelli Williams       | Cristian Martinez                     | 1 sierpnia 2016     | nieemitowany           | 0.93        |
| 69 | 7  | Highs and Lows       | Chandra Wilson       | Kris Q. Rehl                          | 8 sierpnia 2016     | nieemitowany           | 0.80        |
| 70 | 8  | Girl Code            | Aprill Winney        | Dan Richter, Megan Lynn, Wade Solomon | 15 sierpnia 2016    | nieemitowany           | 0.88        |
| 71 | 9  | New York             | Joanna Johnson       | Joanna Johnson                        | 22 sierpnia 2016    | nieemitowany           | 0.88        |
| 72 | 10 | Collateral Damage    | Peter Paige          | Bradley Bredeweg, Peter Paige         | 29 sierpnia 2016    | nieemitowany           | 0.99        |
| 73 | 11 | Insult to Injury     | Rob Morrow           | Bradley Bredeweg, Peter Paige         | 31 stycznia 2017    | nieemitowany           | 0.92        |
| 74 | 12 | Dream a Little Dream | Rob Morrow           | Joanna Johnson                        | 7 lutego 2017       | nieemitowany           | 0.67        |
| 75 | 13 | Cruel and Unusual    | Norman Buckley       | Anne Meredith                         | 14 lutego 2017      | nieemitowany           | 0.76        |
| 76 | 14 | Doors and Windows    | Susan Flannery       | Constance M. Burge                    | 21 lutego 2017      | nieemitowany           | 0.73        |
| 77 | 15 | Sex Ed               | Michael Medico       | Kris Q. Rehl                          | 28 lutego 2017      | nieemitowany           | 0,66        |
| 78 | 16 | The Long Haul        | Bradley Bredeweg     | Megan Lynn, Wade Solomon              | 14 marca 2017       | nieemitowany           | 0.71        |
| 79 | 17 | Diamond in the Rough | Lily Mariye          | Cristian Martinez                     | 21 marca 2017       | nieemitowany           | 0.69        |
| 80 | 18 | Dirty Laundry        | Laura Nisbet Peters  | Megan Lynn, Wade Solomon              | 28 marca 2017       | nieemitowany           | 0.69        |
| 81 | 19 | Who Knows            | Joanna Johnson       | Joanna Johnson                        | 4 kwietnia 2017     | nieemitowany           | 0.62        |
| 82 | 20 | Until Tomorrow       | Peter Paige          | Bradley Bredeweg, Peter Paige         | 11 kwietnia 2017    | nieemitowany           | 0.72        |

## Seria 5 (2017-2018)
11 stycznia 2017 roku, stacja Freeform ogłosiła oficjalnie przedłużenie serialu o piąty sezon.
| Nr  | #  | Tytuł                  | Reżyseria           | Scenariusz                               | Premiera ABC Family | Premiera Canal+ Family |
| --- | -- | ---------------------- | ------------------- | ---------------------------------------- | ------------------- | ---------------------- |
| 83  | 1  | Resist                 | Peter Paige         | Bradley Bredeweg, Peter Paige            | 11 lipca 2017       | nieemitowany           |
| 84  | 2  | Exterminate Her        | Danny Nucci         | Joanna Johnson                           | 18 lipca 2017       | nieemitowany           |
| 85  | 3  | Contact                | Aprill Winney       | Anne Meredith                            | 25 lipca 2017       | nieemitowany           |
| 86  | 4  | Too Fast, Too Furious  | Tate Donovan        | Cristian Martinez                        | 1 sierpnia 2017     | nieemitowany           |
| 87  | 5  | Telling                | Anne Renton         | Kris Q. Rehl                             | 8 sierpnia 2017     | nieemitowany           |
| 88  | 6  | Welcome to the Jungler | Kelli Williams      | Megan Lynn, Wade Solomon                 | 15 sierpnia 2017    | nieemitowany           |
| 89  | 7  | Chasing Waterfalls     | Chandra Wilson      | Bradley Bredeweg & Peter Paige           | 22 sierpnia 2017    | nieemitowany           |
| 90  | 8  | Engaged                | Kees Van Oostrum    | Megan Lynn, Wade Solomon                 | 29 sierpnia 2017    | nieemitowany           |
| 91  | 9  | Prom                   | Joanna Johnson      | Joanna Johnson                           | 6 września 2017     | nieemitowany           |
| 92  | 10 | Sanctuary              | Rob Morrow          | Bradley Bredeweg, Peter Paige            | 9 stycznia 2018     | nieemitowany           |
| 93  | 11 | Invisible              | Laura Nisbet Peters | Kimberly Ndombe, Megan Lynn, Wade Solomo | 16 stycznia 2018    | nieemitowany           |
| 94  | 12 | #IWasMadeinAmerica     | Lee Rose            | Anne Meredith                            | 23 stycznia 2018    | nieemitowany           |
| 95  | 13 | Third Wheels           | Dan Richter         | Cheryl Dunye                             | 30 stycznia 2018    | nieemitowany           |
| 96  | 14 | Scars                  | Kelli Williams      | Cristian Martinez, Kris Q. Rehl          | 6 lutego 2018       | nieemitowany           |
| 97  | 15 | Mother's Day           | Bradley Bredeweg    | Joanna Johnson                           | 13 lutego 2018      | nieemitowany           |
| 98  | 16 | Giving Up the Ghost    | Michael Medico      | Megan Lynn, Wade Solomon                 | 27 lutego 2018      | nieemitowany           |
| 99  | 17 | Makeover               | Laura Nisbet Peters | Cristian Martinez, Kris Q. Rehl          | 6 marca 2018        | nieemitowany           |
| 100 | 18 | Just Say Yes           | Joanna Johnson      | Joanna Johnson                           | 13 marca 2018       | nieemitowany           |
| 101 | 19 | Many Roads             | Peter Paige         | Bradley Bredeweg, Peter Paige            | 13 marca 2018       | nieemitowany           |
| 102 | 20 | Meet the Fosters       | Michael Medico      | Megan Lynn, Wade Solomon                 | 4 czerwca 2018      | nieemitowany           |
| 103 | 21 | Turks & Caicos         | Joanna Johnson      | Joanna Johnson                           | 5 czerwca 2018      | nieemitowany           |
| 104 | 22 | Where The Heart Is     | Joanna Johnson      | Joanna Johnson                           | 6 czerwca 2018      | nieemitowany           |